# Préfecture de Yoto
La préfecture de Yoto est une préfecture de la région maritime du Togo. Elle est délimitée au nord par les préfectures de Haho dans la région des plateaux, à l'ouest par la Zio, au sud par la Lacs et la Vo et à l'est par une frontière avec le Bénin.
Elle est divisée en trois communes, Yoto 1, 2 et 3 et comporte dix villes, Atakpamédé, Kini-Kondji, Amoussimé, Ahépé, Gboto, Kouvé, Tokpli, Tchékpo, Tabligbo et Zafi.

## Communes
La loi N°2018-003 du 31 janvier 2018 modification la loi N°2007-011 du 13 mars 2007 relative à la décentralisation et aux libertés locales a divisé le territoire national du Togo en collectivités territoriales dotées d'une personnalité morale et d'une autonomie financière. Ces collectivités territoriales sont la commune, la préfecture, la région.
La préfecture de Yoto est subdivisée en 3 communes, Yoto 1, Yoto 2 et Yoto 3.

### Yoto 1
La commune Yoto 1 est située dans la région maritime au sud–est du Togo, à 72 Km de Lomé. Elle est localisée entre 6°24 et 6°56 de latitude nord et entre 1°16 et 1°35 de longitude est. Elle se compose de 4 cantons : Kinikondji, Amoussimé, Kouvé et Tabligbo, ce dernier étant le chef-lieu de la préfecture de Yoto.
Yoto 1 s’étale sur une superficie de 422 km² et héberge une population de 69 861 habitants.
Elle est dotée d’un conseil communal de 15 conseillers parmi lesquels sont élus le maire et ses deux adjoints.
La commune Yoto 1 a voté fin 2024 un plan communal d’adaptation au changement climatique (PCACC).
Ce plan quiquennal s’inscrit dans le cadre du Projet de renforcement de la résilience au changement climatique des communautés côtières du Togo (R4C-Togo) financé par le Fonds pour l’environnement mondial (FEM) via l'Organisation des Nations Unies pour l’Alimentation et l’Agriculture (FAO). Il bénéficie du concours de l’Office de développement et d’exploitation forestière (ODEF).

### Yoto 2
La commune de Yoto 2 est est limitée au Nord par la préfecture de Haho, à l’Ouest par la préfecture de Zio, à l’Est par la commune de Yoto 1 et au Sud par la préfecture de Vo.
Elle est constituée de trois cantons : Ahépé, Tchekpo, et Zafi. Son chef-lieu est Ahépé, administré par un Conseil municipal de 11 membres dirigé par le maire. Ahepe est situé au bord de la Route nationale n°4, sur le tronçon Tsévié- Tabligbo.
Yoto 2 comporte plusieurs sites touristiques dont une source d’eau thermale à 3 km de Zafi sur la route d’Hahogbodji, les forêts sacrées de Tchekpo et de Zafi, la mare aux caïmans de Tchekpo, la chaîne de grotte à 15 km d’Ahépé sur la voie de Yotocope, à Ahépé le château allemand d’Ahépé et le monument de Togbui Ahé, à Zafi le château allemand ainsi qu'un musée privé.
Dans le cadre de son Plan de Développement Communal (PDC) et Plan Climat-Énergie, Yoto 2 a lancé fin 2024 la construction d'une unité de production semi-industrielle d’huile rouge et d’huile palmiste. Ce projet est financé par le Maroc, dans le cadre d’un partenariat stratégique avec la ville de Tanger, et bénéficie d'aides du Fonds Africain d’Appui à la Coopération Décentralisée Internationale (FACDI).

### Yoto 3
La commune Yoto 3 se situe au nord-est de la Région Maritime, entre 6°30’ et 6°60’ de latitude Nord et entre 1°20’ et 1°35’ de longitude Est. Elle a une superficie2 de 407 km². Elle est limitée au Nord par la préfecture de Haho de la Région des Plateaux, au Sud et à l’ouest par la commune Yoto 1 et, à l'Est par la République du Bénin.
Yoto 3 est composée de cinq cantons : Esse-Godjin, Gboto, Sédomé, Tokpli, Tomety-Kondji et son chef-lieu est Gboto-Vodoupé.
La commune doit faire face à plusieurs risques climatiques : inondations, feux de végétation, vents violents.

### Villages

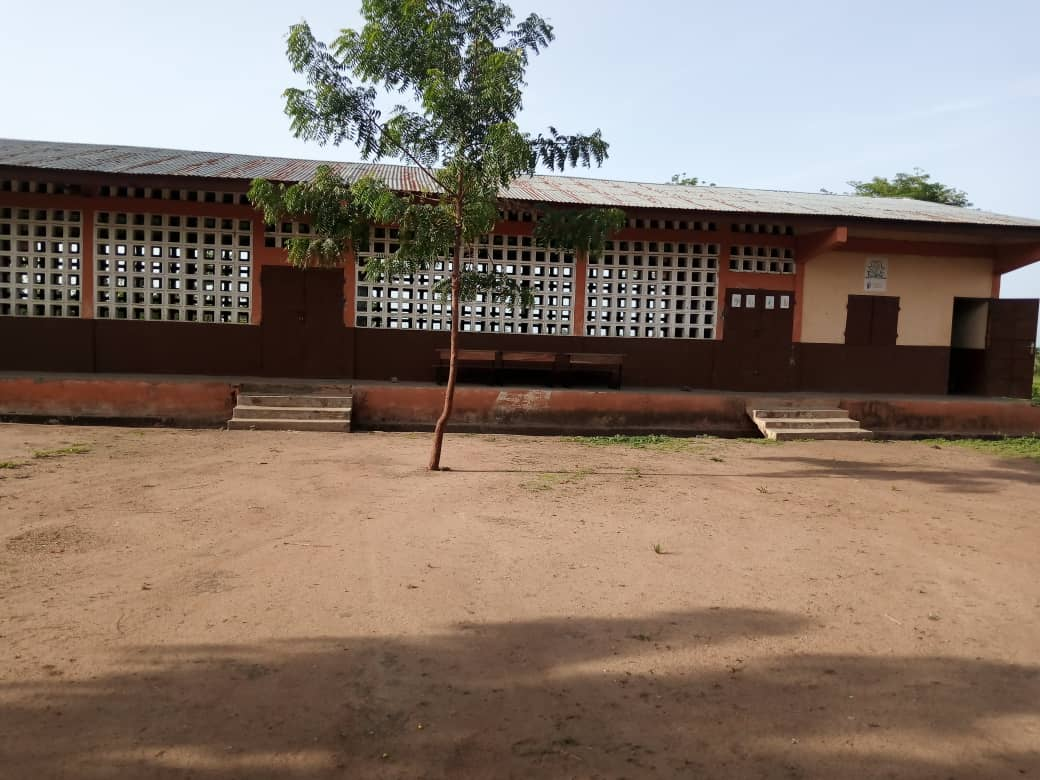
Une école primaire.

Ahépé est un gros village (serait l'un des plus gros village de l'Afrique de l'Ouest). Il regroupe plusieurs quartiers (Agbléta, Akpoɖomé, Séva, Notsé, etc). Ahépé a une structure assez complexe. Akpoɖomé, par exemple, a d'autres subdivisions qu'on pourrait qualifier de quartiers, et il fait partie lui-même d'une autre délimitation appelée Apédomé, qualifiable de sous-village. C'est un village d'activité agricole en majorité et très actif sur le plan de la tradition.
Gboto, un village agricole, se reconnaît dans la pérennisation de ses cultures ancestrales (culte vodou), avec plusieurs couvents d'adeptes, reconnaissables par des cicatrices sur les joues.
Kouvé est très réputé pour la céramique et l'hôpital pédiatrique que les sœurs de la Providence dirigent.
Tokpli, avec le fleuve Mono, est développée au niveau de la pêche et a une ouverture sur le Bénin.
Tchékpo est le dernier village de la préfecture en allant vers Lomé. Il a du gravier et le fournit à plusieurs localités.
Tabligbo, chef-lieu de la préfecture, en est la plus grande ville. Il comporte deux beaux monuments et trois cités construites au temps des Allemands. Deux usines dont l'une extrait du clinker et le fournit aux usines de fabrications du ciment dans la sous-région de la CEDEAO, et l'autre transforme le clinker en ciment sur place (Fortia et WACEM).
Elle a accueilli en 2023 la 3ème édition de la journée de l’artisanat du Togo.
Zafi, village limité au Sud par Ahépé, à l'Est par Kouvé, à l'Ouest par Essè (quartier de Tchekpo) et au Nord par la Préfecture de Haho, est un des grands greniers agricoles de la préfecture à cause de la diversité de ses vastes sols cultivables constitués de forêts et de savanes, et qui sont respectivement adaptés, les uns pour les céréales, les autres pour les tubercules. Les palmiers à huile constituent sa culture de rente.

## Démographie
Entre 2010 et 2022, la population de la préfecture de Yoto est passée de 165 596 habitants à 174 851 habitants.